# Kvarteret S:t Gertrud
Kvarteret S:t Gertrud ligger i Malmö östra cityområde. I kvarteret finns en blandning av byggnader från olika tidsperioder som tillsammans ger en god bild av hur stadsbornas hem såg ut genom mer än ett halvt årtusende. Det räknas därför som en av Malmös stora sevärdheter. 
Den gamla bebyggelsen i kvarterets östra hälft var under 1960-talet rivningshotad men Malmö stad inköpte området och renoverade husen. 

## Ett gammalt Malmökvarter
Malmö grundades vid mitten av 1200-talet. På en lång sandrevel, på båda sidorna om en gammal strandväg som löpte utmed kusten, växte den äldsta staden fram. Strandvägen kom att bli Malmös medeltida huvudgata, "Den lange Adelgade". Den existerar än i dag som Västergatan – Adelgatan – Östergatan. Stranden låg en gång där Norra Vallgatan i dag går fram. Mellan dessa nuvarande gator uppstod snabbt en permanent bebyggelse. 
Kvarteret kan i bevarat skrivet material föras ner till slutet av medeltiden men genom arkeologiska utgrävningar är det påvisat att bebyggelsen går tillbaka ända till stadens äldsta tid. Området låg inte långt från det medeltida Österport vars stora porttorn en gång låg på platsen för det nuvarande Drottningtorget. Närheten till denna stadsport, och till den landsväg som härifrån löpte vidare till den under medeltiden viktiga staden Lund, gjorde att området var attraktivt för de rikare Malmöborna. 
S:t Gertrud består i dag av tre stora borgargårdar med en samlad bebyggelse vars historia sträcker sig från sen medeltid till nutid. Insprängd mellan två av gårdarna finns dessutom ett påkostat bostadshus från 1800-talet. Denna blandning av olika tidsperioder gör att det i hela Malmö är just S:t Gertrud som ger den bästa miljöbilden av hur borgarnas hem såg ut genom mer än ett halvt årtusende.
De tre nuvarande gårdarna var under medeltiden uppdelade på sammanlagt sex avlånga tomter, vilka sträckte sig från Östergatan ner till Öresunds strand. I den snabbt växande 1200-talsstaden ville så många som möjligt ha sina hus utmed den attraktiva handelsgatan. Detta är orsaken till tomternas långsmala former. Först när staden blev större kunde dessa tomter slåss samman till större gårdar. Än i dag utgör dock den smala Kuntzegården ett vackert exempel på en lång och trång gård. Trots detta var denna från början uppdelad i två tomter. 

## Niels Kuntzes gård
Gården har fått sitt namn efter borgmästaren Niels Kuntze som bodde här på 1530-talet. Entrén genom porten från Östergatan går i dag igenom hans förstuga. Under 1500-talet skedde all varutransport in till gården från stranden. Först på 1600-talet tog man upp den nuvarande gatuporten.
Niels Kuntzes hus är en av det nutida Malmös många bevarade byggnader från 1500-talet. Huset är byggt som ett radhus med två identiska lägenheter, avdelade av en mittmur vilken gått från källare till vind. I dag finns muren endast kvar i den vackra kryssvalvskällaren. Ut mot Östergatan hade varje lägenhet i bottenvåningen en stor bodlucka och innanför denna ett rum som tjänat som handelsbod. Huset eldhärjades på 1670-talet. Det är inte omöjligt att det var danskarna som under belägringen av Malmö år 1677 orsakade detta. Efter branden har troligtvis husets mellanvägg rivits och på detta sätt skapades den nuvarande rumsindelningen. 
I bottenvåningen finns ett målat tak från slutet av 1600-talet. I övre våningen ses vackra prov på olika tiders interiörstilar. Det östra gavelrummet ståtar till exempel med ett vackert växtranksmotiv som målats direkt på väggen. I mittrummet finns en praktfull kakelugn och ett s.k. stuckaturtak i gips. Takhöjden är här högre än i övriga rum. Hela rummet ombyggdes nämligen i samband med ett bröllop på 1870-talet. I det västra gavelrummet har man bevarat den randiga 1700-talsmålning i olika färger som påträffades vid restaureringen på 1970-talet.
Inne på gården finns väster om porten det s.k. Karl XII:s hus, en vacker korsvirkesbyggnad i två våningar. Den svenske kungen har inte bott här. Namnet kommer av att huset uppfördes under hans regeringstid dvs. någon gång under de två första decennierna av 1700-talet. Bortom detta hus finns ett antal hus i rad efter varandra. Samtliga har en gulaktig färg. Just denna färg var mycket vanlig i Malmö, i varje fall på 1800-talet. 

## Rasmus Kieldsons gård

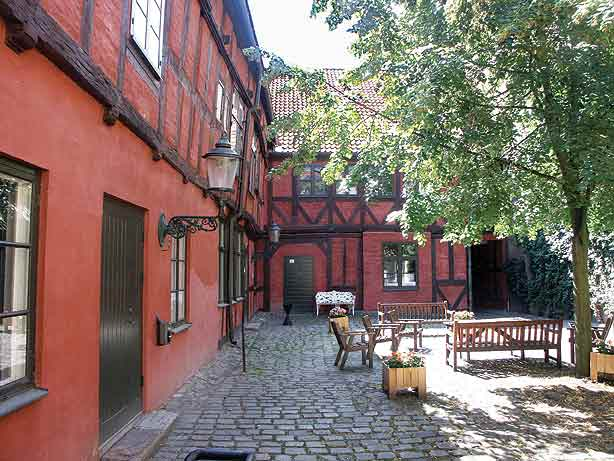
Rasmus Kieldsons gård.

Gården uppvisar ett vackert prov på en mindre 1600-talsgård i det dåtida Malmö. Korsvirkeshusen, dvs. både gathuset och gårdslängan i öster är mycket välbevarade. I gårdens bakre del finns en stallbyggnad som byggts under sent 1800-tal.
De äldsta husen i gården är med stor sannolikhet uppförda året 1637. Trettio år senare dog ägaren, rådmannen Henrik Hansen Krutmeijer, och Rasmus Kieldson köpte då gården. Rasmus var en rik handelsman som hade många gårdar i Malmö men det var här som han bodde med sin stora familj. Efter det att Skåne blivit svenskt år 1658 blev skåningarna ofta illa behandlade av de nya herrarna. Rasmus greps till exempel en gång i Lund och fick med handbojor under soldateskort gå hela vägen tillbaka till Malmö. Inne i staden fick han också gå fängslad utmed Östergatan fram till vaktbyggnaden, belägen på Stortorget. Trots denna pinsamma händelse blev han senare befordrad av den svenska generalguvernören till rådman i staden.
Vid gårdens restaurering upptäcktes att den stora köksspisen i två våningar var nästan helt intakt. Målningsfragment runt spisöppningen på första våningen är daterade till slutet av 1600-talet och visar att spisen är ursprunglig, Malmös äldsta i dag bevarade köksspis.

## Bagerska gården
Den Bagerska gården är den största av S:t Gertruds tre gårdar. Gården är stor som en genuin, kringbyggd skånsk bondgård. Den stora ytan behövdes. Släkten Bager, som ägde denna gård redan på 1700-talet, handlade med bl.a. spannmål. Otaliga var de hästdragna bondvagnar som här inne på gården varje sensommar lossade sina laster, väl förpackade i trätunnor. I dag blockeras gårdens norra sida av ett stort magasinshus i två våningar. Förr låg här en annan byggnad med bred inkörsport. Det nuvarande magasinet flyttades hit under den stora restaureringen som skedde på 1970-talet.
Gatubyggnaden är typisk för en av Malmös rika borgare på 1800-talet. Korsvirkeshusen ersattes då gärna av murade och putsade byggnader. Utmed Bagersgatan (som före 1898 hette Lilla Humlegränden/Lilla Humlegatan) i öster, löper en lång tvåvåningsbyggnad i korsvirke. Merparten av denna rymmer i dag en stor hörsal och endast exteriören är bevarad i sin gamla stil. Undantaget är den del av byggnaden som ligger närmast boningshuset. Här inne finns fortfarande det Bagerska gårdskontoret i exakt det skick som det hade i slutet av 1800-talet.
Vid mitten av 1800-talet fanns bland gårdens anställda 2 bokhållare, 2 butiksbiträden, 4 drängar, hushållsmamsellen, kokerskan, diskerskan och städerskan. Bokhållarna var något finare än de övriga och fick vid måltiderna sitta med den Bagerska familjen vid ”herrskapsbordet” inne i det stora boningshuset. Själva bodde de i ett litet rum bakom kontoret. Drängarnas hade sämsta bostaden. De bodde, på traditionellt skånskt sätt, i gårdens stall tillsammans med hästarna.

## De höga magasinhusen gör entré

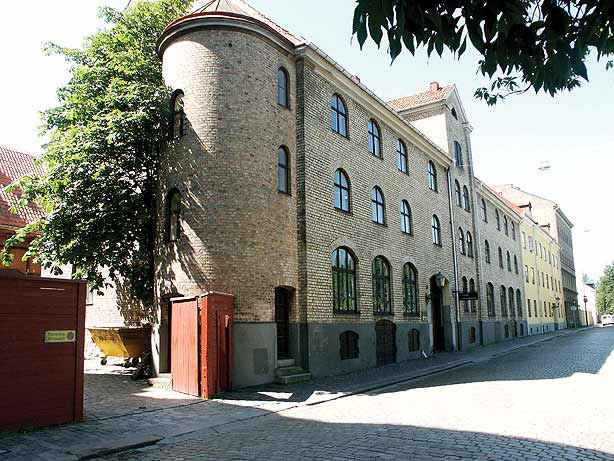
Bagersgårdens magasin mot Norra Vallgatan.

Malmö var vid mitten av 1800-talet inne i en väldig expansionsperiod. Hantverksmonopolet, det medeltida s.k. skråväsendet, hade tagits bort och industrier växte nu upp i en rasande fart. De rikare borgarna började därför handla med en mängd olika varor, inte enbart med jordbruksprodukter. Platserna inne på de stora, kringbyggda gårdarna räckte oftast inte till att lagra alla varor. Man blev därför tvungen att överge tvåvåningsarkitekturen och i stället bygga magasin ”på höjden”. Det var dessa stora lagerbyggnader som skulle komma att bli mycket karakteristiska inslag i Malmöbilden vid mitten av 1800-talet.
I Malmö finns numera endast fem av dessa höga magasinshus bevarade. Två av dessa finns på S:t Gertrud. Båda ligger ut mot Norra Vallgatan. Yttermurarna är uppförda av präktigt tegel men invändig bärs alla golv upp av enorma träkonstruktioner. Allt är dimensionerat för att tåla stora tyngder från magasinerade varor, allt från järn till sprit. Sprit var en av stadens stora handelsvaror. Från Malmö skeppades vid denna tid årligen många båtslaster av denna handelsvaran till de norrländska hamnarna.
Utanför de två magasinen löper i dag Norra Vallgatan och här finns också den breda kanalen. Så sent som in på 1900-talet kunde stora segelfartyg genom de då vridbara kanalbroarna ta sig in hit till S:t Gertrud. Kanalen användes också speciellt för vinterliggande fartyg.